# Onkamaanjärvi-Haudansyvä
Onkamaanjärvi-Haudansyvä este o arie protejată (arie de protecție specială avifaunistică — SPA) din Finlanda întinsă pe o suprafață de 156 ha, integral pe uscat.

## Localizare
Centrul sitului Onkamaanjärvi-Haudansyvä este situat la coordonatele 60°40′00″N 27°22′58″E / 60.6667°N 27.3828°E.

## Înființare
Situl Onkamaanjärvi-Haudansyvä a fost declarat arie de protecție specială avifaunistică în august 1998 pentru a proteja 18 specii de animale.

## Biodiversitate
Situată în ecoregiunea boreală, aria protejată nu include niciun habitat protejat.
La baza desemnării sitului se află mai multe specii protejate de  păsări (18): rață-cu-cap-castaniu (Aythya ferina), buhai de baltă (Botaurus stellaris), erete de stuf (Circus aeruginosus), cristeiul de câmp (Crex crex), Cygnus columbianus bewickii, lebădă de iarnă (Cygnus cygnus), șoimul rândunelelor (Falco subbuteo), cufundar polar (Gavia arctica), cocor (Grus grus), pescăruș râzător (Larus ridibundus), codobatura galbenă (Motacilla flava), pietrar sur (Oenanthe oenanthe), corcodel-cu-gât-roșu (Podiceps grisegena), cresteț pestriț (Porzana porzana), Spatula clypeata, rață cârâitoare (Spatula querquedula), fluierar de mlaștină (Tringa glareola), fluierarul cu picioare roșii (Tringa totanus).
Pe lângă speciile protejate, pe teritoriul sitului au mai fost identificate 50 de specii de păsări, 1 specie de nevertebrate.